# Tedzson
Tedzson (Daejeon) Dél-Korea ötödik legnagyobb városa. A Tedzsoni egyházmegye püspöki székvárosa.

## Története
Pekcse (Baekje) (i.e. 18 – i.sz. 660) területéhez tartozott, majd az Egyesített Sillához (668–935). 1932-ig Kongdzsu (Gongju)hoz tartozott, ekkor leválasztották és Dél-Cshungcshong (Chungcheong) tartomány székhelye lett. 1935-ben pu (bu) rangot kapott, ami városnak megfelelő. 1995 óta  kvangjoksi (gwangyeoksi) (광역시), ami tartományi jogú városnak megfelelő.

## Közigazgatása
| Név                     | Hangul (Hangeul) | Handzsa (Hanja) | Népesség (2015) |
| ----------------------- | ---------------- | --------------- | --------------- |
| Csung-ku (Jung-gu)      | 중구             | 中區            | 250 434         |
| Juszong-ku (Yuseong-gu) | 유성구           | 儒城區          | 350 015         |
| Szo-ku (Seo-gu)         | 서구             | 西區            | 491 507         |
| Tedok-ku (Daedeok-gu)   | 대덕구           | 大德區          | 198 463         |
| Tong-ku (Dong-gu)       | 동구             | 東區            | 247 975         |

## Közlekedés
A tedzsoni (daejeoni) metró első vonala 2006-ban nyílt meg, további négy vonal építését tervezik. A városhoz legközelebb a cshongdzsui (cheongjui) nemzetközi repülőtér található, mely vonattal és busszal is megközelíthető Tedzson (Daejeon)ból.